# Tanja Skaza
Tanja Skaza (rojena Halilović), slovenska podjetnica, menedžerka in motivatorka, * 26. januar 1976, Slovenj Gradec
Znana je postala kot prokuristka podjetja Plastika Skaza, ki sta ga leta 1977 ustanovila starša njenega moža Igorja, ki je bil direktor. Kasneje sta vodenje podjetja prevzela Robert Agnič in Bart Stegeman, zakonca Skaza pa sta obdržala večinski delež. Ustanoviteljica in direktorica tega podjetja (njen partner pa prokurist) je postala leta 2006 z uradnim vpisom Plastika Skaza d.o.o..
Pred tem je bila direktorica prodaje v Zlatarni Celje.
Z možem je tudi solastnica podjetja Inštitut Skaza, ki med drugim ponuja osebno in poslovno motivacijsko svetovanje. Je ustanovna članica SBC – Kluba slovenskih podjetnikov.

## Kritike
Zaradi pisanja motivacijskih izrekov o srečnem in lepem življenju na svojem profilu na Instagramu je bila deležna kritike medijev, saj se pri tem izogiba omembi svojega finančnega stanja. Na istem profilu je misel o velikem daru prijateljstva objavila ob fotografiji Ize Login, najbogatejše Slovenke.

## Zasebno
Po njenih besedah je bil njen oče zidar, mama pa delavka v proizvodnji. Med njenimi najljubšimi knjigami so tudi Življenje je tvoje Louise Hay, Šest klobukov razmišljanja Edwarda de Bona, Alkimist Paula Coelha in Odkrij svojo usodo Robina Sharme.

### Poroka in družina
Z Igorjem Skazo se je poročila junija 2006 v Vili Široko v Šoštanju, tri leta po zaroki, ki se je zgodila po šest mesecih zveze. Poroka je bila prestavljena zaradi njene prve nosečnosti. Pela jima je Diana Gomilšek iz Dua Platin. Nastopile so trebušne plesalke, nevesta je trebušni ples izvedla za svojega ženina. Poročno potovanje sta imela v Dubaju, kjer sta bila en teden. Zmotilo jo je, da je imel njun hotel na obeh straneh gradbišča in da mesta dejansko nista mogla doživeti.
Imata dva otroka.

## Nagrade in priznanja
- Mlada managerka 2014 (Združenje Manager)[19]
- Femme fatale 2014 (revija Eva)[20]